# Diège (affluent du Lot)
Pour les articles homonymes, voir Diège.
La Diège est une rivière française du Massif central, en région Occitanie, dans le département de l'Aveyron, affluent gauche du Lot, donc sous-affluent de la Garonne.
Il ne faut pas la confondre avec son homonyme située plus au nord, la Diège, affluent de la Dordogne.

## Géographie
La Diège est une rivière qui naît de plusieurs sources au sud-ouest du village de Salles-Courbatiès, à 294 m d'altitude, en limite de cette commune et de celle de Villeneuve.
Sa longueur est de 19,1 km. La Diège coule globalement du sud vers le nord.
La Diège rejoint le Lot, en rive gauche, à Capdenac-Gare, à 159 m d'altitude, au sud-ouest d'une boucle et en face d'une ancienne sablière. 

### Départements et communes traversés
Dans le seul département de l'Aveyron, la Diège traverse les cinq communes, de Villeneuve (sources), Salles-Courbatiès (sources), Naussac, Sonnac, Capdenac-Gare (confluence).
Soit en termes de cantons, la Diège prend source dans le canton de Villeneuve, et conflue dans le canton de Capdenac-Gare, le tout dans l'arrondissement de Villefranche-de-Rouergue.

### Bassin versant
La Diège traverse une seule zone hydrographique « La Diège » (O816) de 164 km2. Ce bassin versant est constitué à 80,36 % de « territoires agricoles », à 19,18 % de « forêts et milieux semi-naturels », à 0,48 % de « territoires artificialisés ».

### Toponymes
La Diège a donné son hydronyme à la commune de Causse-et-Diège.

## Affluents
La Diège a quatorze tronçons affluents référencés dont trois bras soit onze affluents : 
- Ruisseau de Savourenc (ou ruisseau de Savourene) (rd), 2,4 km, sur les deux communes de Saint-Igest (source) et Salles-Courbatiès (confluence).
- Ruisseau du Pouget (rd), 2,7 km sur les deux communes de Saint-Igest (source) et Salles-Courbatiès (confluence).
- Trois bras de la Diège.
- Ruisseau des Barthes ou ruisseau de Combe Nègre (rd) 7,8 km de rang de Strahler trois sur les quatre communes de Saint-Igest, Salles-Courbatiès, Naussac et Druhle, avec neuf tronçons affluents référencés dont :
  - le ruisseau de Combe Nègre (r?), 0,1 km sur la seule commune de Saint-Igest.
  - le ruisseau de Durantène (rd), 4,2 km sur les deux communes de Salles-Courbatiès confluence) et Drulhe (source).
  - le Toulzou (rd), 14,7 km sur sept communes avec quatorze tronçons affluents référencés de rang de Strahler trois.
- Ruisseau de Pissarate (rd), 4 km sur les deux communes de Naussac et Peyrusse-le-Roc.
- Le Ruisseau d'Audiernes (rd), 18,4 km de rang de Strahler quatre avec treize tronçons affluents référencés[3].
- Ruisseau de Rengalière (rg), 1,8 km sur la seule commune Naussac de rang de strahler deux, avec un affluent :
  - le ruisseau de Combefort (rg), 1,2 km sur les deux communes de Causse-et-Diège (source), et Naussac (confluence)
- Ruisseau de Murguès (rd), 2,5 km, sur la seule commune de Sonnac.
- Ruisseau de la Garrigue (rg), 2,3 km sur la seule commune de Capdenac-Gare.

Donc le rang de Strahler est de cinq par le ruisseau d'Audiernes.